# Княжевски манастир
Княжевският манастир „Покров на Пресвета Богородица“ е действащ девически манастир на Българската православна старостилна църква.

## История
Девическият манастир „Покров на Пресвета Богородица“ в Княжево, София е основан в края на 50-те години на ХХ век от руския архиепископ Серафим Соболев канонизиран през 2016 като Свети Серафим Софийски Чудотворец. Храмовият празник на манастира, на стария парклис в Покровския корпус е на 14 октомври всяка година и съвпада със сбора на Владайския манастир, който се намира в близост. Другият престолен празник е на 31 октомври, по стар стил това е денят на свети Лука, на когото е посветен стария храм в долната част на манастира. Третият събор е на 26 февруари, денят на свети Серафим, който съвпада по нов и стар стил и на него е посветен средният храм, който е отворен всяка неделя и на големите Господски и Богородични празници (неподвижните от тях по стар стил), когато манастирът приема поклонници между 11 и 16 часа. Тази малка църква има луковичен тип купол, както и голямата и се намира над нея, над пътеката към горното гробище, откъдето се влиза и в трапезарията за миряни. На горното гробище има малък параклис-проскинитарий. Най-горният храм е вграден в стария Покровски корпус. Стопанската част е от изток, жилищната от запад, работилниците са от двете страни, а килиите на духовенството са от север. 
В манастира снимането и нощувките не са разрешени. Библиотеката и архива на манастира са от мащабите на частна сбирка и не са отворени за външни читатели, но са достъпни за работа на изследователите професионално ангажирани с проучването на историята на обителта.
Един от културните приноси на обителта е създадената през десетилетия упорит труд и молитви иконописна школа,
 чиито представители са: Николай Шелехов, Магдалина Начева и други.
Първата игуменка на манастира Серафима Ливен е от руски емигрантски произход, както част от първоначално постъпилите сестри, сред които е и Касиния Везенкова. Втората настоятелка от 2012 година е Серафима Димитрова, която е от българско потекло, какъвто е и преобладаващият състав на сестричеството още от второто поколение монахини и до днес, въпреки че в обителта се предпочита носенето на апостолник, както в руските и гръцки манастири, а не на забрадка в комбинация с камилавката, като в българските. Духовниците на манастира отначало също са със смесен произход, а от следващото поколение в манастира служат български духовни старци и известни богослови: Пантелеймон Старицки, Серафим Алексиев, Сергий Язаджиев и други.